# Clasificación para la Copa Africana de Naciones de 2000

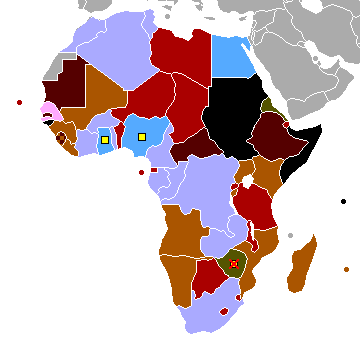
Situación de los países con respecto a la Copa Africana de Naciones 2010.

La Clasificación para la Copa Africana de Naciones 2000 se llevó a cabo del 31 de julio de 1998 al 21 de agosto de 1999 y contó con la participación de 44 selecciones nacionales afiliadas a la Confederación Africana de Fútbol.
Egipto clasificó directamente a la fase final del torneo como campeón de la edición anterior. Originalmente Zimbabue clasificó como país organizador, pero la Confederación Africana de Fútbol decidió cambiar la sede del torneo a una sede compartida por primera vez entre dos países (Ghana y Nigeria), por lo que ambas selecciones clasificaron directamente al torneo, mientras que a Zimbabue le dieron la oportunidad de clasificar en una fase de playoff ante los segundos lugares de los grupos de 3 equipos en los que originalmente iban a participar Ghana y Nigeria.

## Preliminar
| Equipo 1              | Agr.    | Equipo 2     | Ida | Vuelta |
| --------------------- | ------- | ------------ | --- | ------ |
| Libia                 | 1-6     | Argelia      | 1-3 | 0-3    |
| Benín                 | 2-3     | Angola       | 2-1 | 0-2    |
| Malí                  | 3-0     | Cabo Verde   | 3-0 | 0-0    |
| Chad                  | 1-1 (a) | Congo        | 1-1 | 0-0    |
| Guinea Ecuatorial     | 0-5     | Gabón        | 0-2 | 0-3    |
| Yibuti                | 1-12    | Kenia        | 0-3 | 1-9    |
| Níger                 | 2-3     | Liberia      | 2-1 | 0-2    |
| Suazilandia           | 2-3     | Madagascar   | 1-2 | 1-1    |
| Lesoto                | 2-4     | Mauricio     | 1-1 | 1-3    |
| Botsuana              | 1-2     | Mozambique   | 0-0 | 1-2    |
| Namibia               | 3-1     | Malaui       | 2-1 | 1-0    |
| Burundi               | 2-0     | Tanzania     | 1-0 | 1-0    |
| Santo Tomé y Príncipe | 0-6     | Togo         | 0-4 | 0-2    |
| Uganda                | 5-0     | Ruanda       | 5-0 | 0-0    |
| Senegal               | w.o.    | Gambia       | -   | -      |
| Mauritania            | w.o.    | Sierra Leona | -   | -      |
| Eritrea               | w.o.    | Etiopía      | -   | -      |

## Fase de grupos

### Grupo 1
| País       | Pts          | J            | G            | E            | P            | GF           | GC           | GD           |
| ---------- | ------------ | ------------ | ------------ | ------------ | ------------ | ------------ | ------------ | ------------ |
| Camerún    | 10           | 4            | 3            | 1            | 0            | 8            | 1            | +7           |
| Eritrea    | 4            | 4            | 1            | 1            | 2            | 2            | 4            | −2           |
| Mozambique | 3            | 4            | 1            | 0            | 3            | 4            | 9            | −5           |
| Ghana      | No participó | No participó | No participó | No participó | No participó | No participó | No participó | No participó |

| Equipo 1   | Resultado | Equipo 2   |
| ---------- | --------- | ---------- |
| Mozambique | 3-1       | Eritrea    |
| Eritrea    | 0-0       | Camerún    |
| Camerún    | 1-0       | Mozambique |
| Mozambique | 1-6       | Camerún    |
| Camerún    | 1-0       | Eritrea    |
| Eritrea    | 1-0       | Mozambique |

### Grupo 2
| País         | Pts | J | G | E | P | GF | GC | GD |
| ------------ | --- | - | - | - | - | -- | -- | -- |
| Marruecos    | 8   | 4 | 2 | 2 | 0 | 6  | 4  | +2 |
| Togo         | 4   | 4 | 1 | 1 | 2 | 6  | 6  | 0  |
| Guinea       | 4   | 4 | 1 | 1 | 2 | 3  | 5  | −2 |
| Sierra Leona | 0   | 0 | 0 | 0 | 0 | 0  | 0  | 0  |

| Equipo 1  | Resultado | Equipo 2  |
| --------- | --------- | --------- |
| Togo      | 2-0       | Guinea    |
| Guinea    | 1-1       | Marruecos |
| Togo      | 2-3       | Marruecos |
| Marruecos | 1-1       | Togo      |
| Marruecos | 1-0       | Guinea    |
| Guinea    | 2-1       | Togo      |

### Grupo 3
| País            | Pts | J | G | E | P | GF | GC | GD |
| --------------- | --- | - | - | - | - | -- | -- | -- |
| Costa de Marfil | 11  | 6 | 3 | 2 | 1 | 7  | 2  | +5 |
| Congo           | 10  | 6 | 3 | 1 | 2 | 6  | 5  | +1 |
| Malí            | 9   | 6 | 2 | 3 | 1 | 5  | 3  | +2 |
| Namibia         | 2   | 6 | 0 | 2 | 4 | 2  | 10 | −8 |

| Equipo 1        | Resultado | Equipo 2        |
| --------------- | --------- | --------------- |
| Namibia         | 0-1       | Congo           |
| Malí            | 0-1       | Costa de Marfil |
| Costa de Marfil | 3-0       | Namibia         |
| Congo           | 0-0       | Malí            |
| Malí            | 2-1       | Namibia         |
| Congo           | 1-0       | Costa de Marfil |
| Costa de Marfil | 2-0       | Congo           |
| Namibia         | 0-0       | Malí            |
| Malí            | 3-1       | Congo           |
| Namibia         | 1-1       | Costa de Marfil |
| Costa de Marfil | 0-0       | Malí            |
| Congo           | 3-0       | Namibia         |

### Grupo 4
| País      | Pts | J | G | E | P | GF | GC | GD |
| --------- | --- | - | - | - | - | -- | -- | -- |
| Sudáfrica | 11  | 6 | 3 | 2 | 1 | 10 | 5  | +5 |
| Gabón     | 10  | 6 | 3 | 1 | 2 | 10 | 10 | 0  |
| Mauricio  | 6   | 6 | 1 | 3 | 2 | 6  | 8  | −2 |
| Angola    | 5   | 6 | 1 | 2 | 3 | 7  | 10 | −3 |

| Equipo 1  | Resultado | Equipo 2  |
| --------- | --------- | --------- |
| Sudáfrica | 1-0       | Angola    |
| Gabón     | 2-0       | Mauricio  |
| Mauricio  | 1-1       | Sudáfrica |
| Angola    | 3-1       | Gabón     |
| Sudáfrica | 4-1       | Gabón     |
| Angola    | 0-2       | Mauricio  |
| Gabón     | 1-0       | Sudáfrica |
| Mauricio  | 1-1       | Angola    |
| Sudáfrica | 2-0       | Mauricio  |
| Gabón     | 3-1       | Angola    |
| Angola    | 2-2       | Sudáfrica |
| Mauricio  | 2-2       | Gabón     |

### Grupo 5
| País         | Pts          | J            | G            | E            | P            | GF           | GC           | GD           |
| ------------ | ------------ | ------------ | ------------ | ------------ | ------------ | ------------ | ------------ | ------------ |
| Burkina Faso | 8            | 4            | 2            | 2            | 0            | 8            | 5            | +3           |
| Senegal      | 5            | 4            | 1            | 2            | 1            | 4            | 4            | 0            |
| Burundi      | 3            | 4            | 1            | 0            | 3            | 3            | 6            | −3           |
| Nigeria      | No participó | No participó | No participó | No participó | No participó | No participó | No participó | No participó |

| Equipo 1     | Resultado | Equipo 2     |
| ------------ | --------- | ------------ |
| Burundi      | 1-0       | Senegal      |
| Senegal      | 1-1       | Burkina Faso |
| Burundi      | 1-2       | Burkina Faso |
| Burkina Faso | 3-1       | Burundi      |
| Burkina Faso | 2-2       | Senegal      |
| Senegal      | 1-0       | Burundi      |

### Grupo 6
| País       | Pts | J | G | E | P | GF | GC | GD |
| ---------- | --- | - | - | - | - | -- | -- | -- |
| Zambia     | 16  | 6 | 5 | 1 | 0 | 9  | 2  | +7 |
| RD Congo   | 10  | 6 | 3 | 1 | 2 | 7  | 6  | +1 |
| Madagascar | 5   | 6 | 1 | 2 | 3 | 6  | 10 | −4 |
| Kenia      | 2   | 6 | 0 | 2 | 4 | 3  | 7  | −4 |

| Equipo 1   | Resultado | Equipo 2   |
| ---------- | --------- | ---------- |
| Kenia      | 1-1       | Madagascar |
| Zambia     | 1-1       | RD Congo   |
| Madagascar | 1-2       | Zambia     |
| RD Congo   | 2-1       | Kenia      |
| Kenia      | 0-1       | Zambia     |
| Madagascar | 3-1       | RD Congo   |
| Zambia     | 1-0       | Kenia      |
| RD Congo   | 2-0       | Madagascar |
| Kenia      | 0-1       | RD Congo   |
| Zambia     | 3-0       | Madagascar |
| RD Congo   | 0-1       | Zambia     |
| Madagascar | 1-1       | Kenia      |

### Grupo 7
| País    | Pts | J | G | E | P | GF | GC | GD  |
| ------- | --- | - | - | - | - | -- | -- | --- |
| Túnez   | 15  | 6 | 5 | 0 | 1 | 13 | 3  | +10 |
| Argelia | 7   | 6 | 2 | 1 | 3 | 8  | 7  | +1  |
| Liberia | 7   | 6 | 2 | 1 | 3 | 8  | 10 | −1  |
| Uganda  | 6   | 6 | 2 | 0 | 4 | 3  | 13 | −10 |

| Equipo 1 | Resultado | Equipo 2 |
| -------- | --------- | -------- |
| Uganda   | 2-1       | Argelia  |
| Túnez    | 2-1       | Liberia  |
| Argelia  | 0-1       | Túnez    |
| Liberia  | 2-2       | Uganda   |
| Túnez    | 6-0       | Uganda   |
| Liberia  | 1-1       | Argelia  |
| Argelia  | 4-1       | Liberia  |
| Uganda   | 0-2       | Túnez    |
| Túnez    | 2-0       | Argelia  |
| Uganda   | 1-0       | Liberia  |
| Argelia  | 2-0       | Uganda   |
| Liberia  | 2-0       | Túnez    |

## Playoff
Los segundos lugares de los grupos 1 y 5 disputaron una fase de playoff ante Zimbabue (originalmente el anfitrión de la fase final del torneo) para definir al último clasificado.
| País     | Pts | J | G | E | P | GF | GC | GD  |
| -------- | --- | - | - | - | - | -- | -- | --- |
| Senegal  | 9   | 4 | 3 | 0 | 1 | 11 | 4  | +7  |
| Zimbabue | 9   | 4 | 3 | 0 | 1 | 7  | 3  | +4  |
| Eritrea  | 0   | 4 | 0 | 0 | 4 | 2  | 13 | −11 |

| Equipo 1 | Resultado | Equipo 2 |
| -------- | --------- | -------- |
| Eritrea  | 0-1       | Zimbabue |
| Senegal  | 6-2       | Eritrea  |
| Zimbabue | 2-1       | Senegal  |
| Senegal  | 2-0       | Zimbabue |
| Zimbabue | 4-0       | Eritrea  |
| Eritrea  | 0-2       | Senegal  |